# Journal d'un dégonflé (film)
Cet article concerne l'adaptation cinématographique. Pour la série, voir Journal d'un dégonflé.
Série
Journal d'un dégonflé : Rodrick fait sa loi
(2011)
Pour plus de détails, voir Fiche technique et Distribution.
Journal d'un dégonflé (Diary of a Wimpy Kid) est une comédie américano-britannique réalisé par Thor Freudenthal, sorti en 2010. Il est le premier long métrage de la saga Journal d'un dégonflé.
Trois suites ont été réalisées : Le Journal d'un dégonflé : Rodrick fait sa loi en 2011, Journal d'un dégonflé : Ça fait suer ! en 2012 et Journal d'un dégonflé : Un looong voyage en 2017.

## Synopsis
Pour Greg Heffley, 12 ans, le collège est la chose la plus stupide jamais inventée, un endroit rempli de méchants enfants, de pièges, de débiles et de délinquants, et où toutes les chaises de la cafétéria sont réservées, ce qui l'oblige à manger par terre.
Pour surmonter cette épreuve sans fin et connaître enfin la gloire qu’il estime mériter, Greg imagine des plans infaillibles qui ne donnent jamais le résultat escompté. Dans son journal, qu'il rebaptise Carnet de bord pour bien montrer que ce n'est pas un journal intime de fillette, Greg consigne toutes ses mésaventures et nous dévoile ses pensées, ses problèmes familiaux, ses tribulations et ses (futurs) grands succès de cour d'école. Comme il le dit lui-même : « Un jour je serai célèbre, et j'aurais mieux à faire que de répondre à des questions stupides toute la journée ! ».

## Fiche technique
Sauf indication contraire, les informations mentionnées dans cette section peuvent être confirmées par les bases de données cinématographiques IMDb et Allociné,  présentes dans la section « Liens externes ».
- Titre original : Diary of a Wimpy Kid
- Titre français et québécois : Journal d'un dégonflé[1]
- Réalisation : Thor Freudenthal
- Scénario : Jackie Filgo, Jeff Filgo, Jeff Judah et Gabe Sachs, d'après la série de romans illustrés pour enfants Journal d'un dégonflé de Jeff Kinney
- Musique : Theodore Shapiro
- Direction artistique : Shannon Grover
- Décors : Brent Thomas
- Costumes : Monique Prudhomme
- Photographie : Jack N. Green
- Son : Anna Behlmer, James Bolt, Tom Lalley, Paul Pavelka, William Stein
- Montage : Wendy Greene Bricmont
- Production : Nina Jacobson et Brad Simpson
  - Production déléguée : Jeff Kinney
  - Coproduction : Ethan Smith
- Sociétés de production :
  - États-Unis : Color Force, en association avec Dune Entertainment III
  - Royaume-uni : en association avec Dayday Films
- Société de distribution : Twentieth Century Fox
- Budget : 15 millions de $[2]
- Pays de production :  États-Unis,  Royaume-Uni
- Langues originales : anglais, allemand
- Format : couleur (DeLuxe) — 35 mm — 1,85:1 (Panavision) — son DTS / Dolby Digital / SDDS
- Genre : comédie, drame
- Durée : 94 minutes
- Dates de sortie[3] :
  - États-Unis, Québec : 19 mars 2010[1]
  - Royaume-Uni : 27 août 2010
  - France : 27 octobre 2010[4]
- Classification :
  - États-Unis : des scènes peuvent heurter les enfants - accord parental souhaitable (PG - Parental Guidance Suggested)[N 1]
  - Royaume-Uni : pour un public de 8 ans et plus - accord parental souhaitable (PG - Parental Guidance)
  - France : tous publics (conseillé à partir de 10 ans)[4],[5]
  - Québec : tous publics (G - General Rating)[1]

## Distribution
- Zachary Gordon (VQ : Samuel Jacques) : Greg Heffley
- Robert Capron (VQ : Léa Coupal-Soutière) : Rowley Jefferson
- Rachael Harris (VQ : Viviane Pacal) : Susan Heffley
- Steve Zahn (VQ : Louis-Philippe Dandenault) : Frank Heffley
- Devon Bostick (VQ : Frédéric Millaire-Zouvi) : Rodrick Heffley
- Connor et Owen Fielding : Manny Heffley
- Chloë Grace Moretz (VQ : Ludivine Reding) : Angie Steadman
- Karan Brar (VQ : Léa Roy) : Chirag Gupta
- Grayson Russell (VQ : Damien Muller) : Fregley
- Laine MacNeil (en) (VQ : Juliette Garcia) : Patty Farell
- Alex Ferris : Collin Lee
- Andrew McNee (VQ : Patrick Chouinard) : Coach Malone
- Rob LaBelle (VQ : Sébastien Dhavernas) : Mr. Winsky
- Kaye Capron : Mme Jefferson
- Alf Humphreys : Mr. Jefferson
- Jennifer Clement : Mme Flint
- Belita Moreno : Mme Norton
- Owen Best : Bryce Anderson
- Harrison Houde : Darren Walsh
- Cainan Wiebe : Quentin

Source et légende : version québécoise (VQ) sur Doublage.qc.ca

## Distinctions

### Récompenses2010
- BMI Film and TV Awards : Prix BMI de la meilleure musique de film pour Theodore Shapiro
- Kids' Choice Awards : Blimp Award du livre préféré pour Jeff Kinney

### Nominations2010
- Las Vegas Film Critics Society Awards :
  - Meilleur film familial
  - Meilleur jeune acteur pour Zachary Gordon

### Récompenses2011
- Central Ohio Film Critics Association Awards : COFCA Award de l'artiste la plus prometteuse pour Chloë Grace Moretz
- Young Artist Awards : Young Artist Award du meilleur jeune casting dans un long métrage pour Zachary Gordon, Robert Capron, Devon Bostick, Alex Ferris, Karan Brar, Chloë Grace Moretz, Laine MacNeil et Grayson Russell

### Nominations2011
- Central Ohio Film Critics Association Awards : actrice de l'année pour Chloë Grace Moretz
- Guild of Music Supervisors Awards : meilleure supervision musicale dans un film pour Julia Michels
- Kids' Choice Awards : film préféré
- Young Artist Awards :
  - Meilleur jeune acteur dans un long métrage pour Zachary Gordon
  - Meilleur second rôle féminin dans un film (Jeune actrice) pour Laine MacNeil
  - Meilleur second rôle masculin dans un film (Jeune acteur) pour Alex Ferris
  - Meilleur second rôle masculin dans un film (Jeune acteur) pour Robert Capron

### Récompense2015
- Kids' Choice Awards : Blimp Award du livre préféré pour Jeff Kinney

## Éditions en vidéo
- En France, le film Journal d'un dégonflé est sorti en DVD le 23 février 2011[8]. Le film est également sorti en VOD le 30 avril 2015[4].
- Au Québec, le film est sorti en DVD le 3 août 2010[1].